# Lamberto Lambertini
Lamberto Lambertini (* 12. März 1946 in Neapel) ist ein italienischer Theaterschaffender und Filmregisseur.

## Leben
Lambertini brach ein Medizinstudium ab, um sich in Paris einige Zeit der Malerei zu widmen. Nach Rückkehr in sein Geburtsland schrieb er für Theater und vor allem das Radio, für das er einige Hörspiele wie Diabolik e Eva Kant uniti nel bene e nel male oder Napoli e contorni verfasste. Ab 1982 war er künstlerisch mit Concetta und Peppe Barra bis zum Tode Concettas 1993 verbunden; für die gemeinsam gegründete Theatergruppe kamen zahlreiche Stücke aus Lambertinis Feder zur Aufführung (wie Peppe e Barra, Assola per due, Il silenzio di Pulcinella). Für das Fernsehen verantwortete er einige Dokumentationen.
1994 hatte sein erster Spielfilm, Vrindavan Film Studio, unter den damaligen schwierigen Verleihverhältnissen kaum Kinoeinsätze in Italien, war jedoch in anderen Ländern, besonders in Indien, ein Erfolg. 2006 konnte Lambertini für seinen Historienfilm Fuoco su di me Omar Sharif für die Hauptrolle gewinnen.
2001 erschien mit „Sono nata a Procida, memoria impossibile di Concetta Barra“ ein Buch Lambertinis.

## Filmografie (Auswahl)
- 1994: Vrindavan Film Studio
- 2006: Fuoco su di me